# HD176219
HD176219 — хімічно пекулярна зоря спектрального класу A5, що має видиму зоряну величину в смузі V приблизно 8,5.
Вона  розташована на відстані близько 2912,1 світлових років від Сонця.

## Пекулярний хімічний склад
Зоряна атмосфера HD176219 має підвищений вміст
Eu
.